# Aleksandra Seghi
Aleksandra Seghi (ur. 30 kwietnia 1976 w Warszawie) – filolog włoski, dziennikarka polskiego magazynu La Rivista, autorka książek, kilku blogów oraz współredaktorka portalu informacyjnego „Polacy we Włoszech”. Od kilkunastu lat mieszka w Toskanii. Od kilkunastu lat pracuje w lokalnym Radio Diffusione Pistoia, zajmuje się przygotowywaniem wiadomości dla rodaków (program Up Magazine).
Absolwentka Liceum Ogólnokształcącego w Brwinowie pod Warszawą, ukończyła studia italianistyczne na Uniwersytecie Warszawskim.
Prowadzi kursy kulinarne oraz pisze dla polskich gazet i portali internetowych o kuchni i życiu we Włoszech.

## Twórczość
Aleksandra Seghi jest autorką następujących książek:
- Smaki Toskanii, Wydawnictwo Buchmann; Warszawa 2011, ISBN 978-83-7670-230-8.
- Słodkie pieczone kasztany, czyli toskańskie opowieści ze smakiem, Wydawnictwo Świat Książki, Warszawa 2012, ISBN 978-83-7799-633-1.
- Zielona Toskania, Wydawnictwo Mamania; Warszawa 2013, ISBN 978-83-64270-00-0.
- Domowa kuchnia włoska, Wydawnictwo SBM[2]; Warszawa 2014, ISBN 978-83-7845-634-6.
- Toskania Pascal 360º, Warszawa 2015, ISBN 978-83-7642-500-9, współautorzy Bogusław Michalec, Marcin Szyma
- Fanklub bułeczek z rozmarynem, czyli ciąg dalszy toskańskich opowieści ze smakiem, Świat Książki, Warszawa 2015, ISBN 978-83-7943-891-4 (kontynuacja Słodkich pieczonych kasztanów...)
- Miasta widma w Toskanii, Wydawnictwo Barwa[3], Warszawa 2015, ISBN 978-83-942168-0-1.

Prowadzi też rubrykę kulinarną w magazynie La Rivista, oraz blogi Moja Toskania, Turysta w Toskanii i Gas a Modo Bio.

## Programy telewizyjne
Gosia Molska dla programu Pytanie na śniadanie nakręciła materiał o Aleksandrze Seghi.